# Грузинская литература

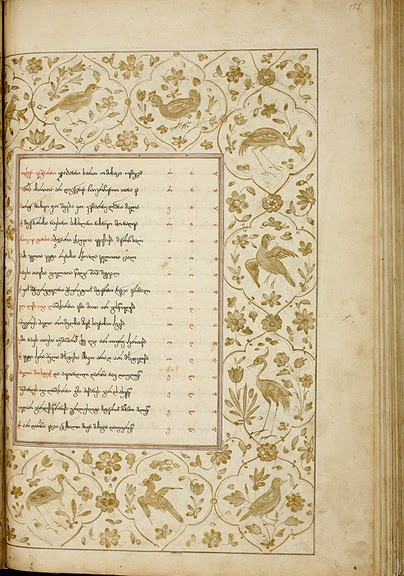
Страница из величайшего произведения грузинской литературы — поэмы Витязь в Тигровой Шкуре

Грузинская литература (груз. ქართული ლიტერატურა) — совокупность письменных произведений на грузинском языке, государственном языке Грузии. Грузинская историческая средневековая литература является важным источником выявления истории региона, однако сохранилась крайне плохо. Самым известным произведением грузинской литературы считается поэма Шоты Руставели «Витязь в тигровой шкуре».

## Исторический очерк

### Раннее средневековье, V—X века
Грузинская литература возникла в V веке. Изначально до XI столетие она имела исключительно церковно-религиозное содержание. Первый сохранившийся памятник грузинской литературы это сочинение Якова Цуртавели «Мученичество Шушаник» написанный между 475—484. Существует также точка зрение, что самым ранним грузинским произведением является «Житие святой Нины», хотя по преобладающему в науке мнению труд написан несколькими столетиями позже. В раннем средневековье были созданы несколько житей и мученичеств (агиографические сочинения), некоторые из которых дошли до нас в переработанных редакциях позднего времени. Художественную ценность представляют «Мученичество Або Тбилели» Иоанна Сабанисдзе, созданный в VIII веке, и «Обращение Картли» написанный на рубеже VIII—IX веков. С VII века известен церковно-полемическое сочинение католикоса Кириона (сохранились отрывки на армянском языке).
Первые памятники гимнографической поэзии (песнопения) относятся к VIII—IX векам, к X веку этот вид поэзии достигает наивысшего уровня развития. Одним из первых гимнографов был, по всей вероятности, Григорий Хандзтели, живший на рубеже VIII—IX веков. К X веку относится гимнографическое произведение Синайского писателя Иоанна-Зосима «Похвала и славословие грузинскому языку». Среди гимнографов наиболее известны Стефан Сананоисдзе, Иоанн Мтбевари, Иоанн Минчхи, Микел Модрекили и другие.

### Высокое и позднее средневековье, XI—XVI века
В XI веке формировалась собственно грузинская историческая литература. Как отмечает Роберт Томсон из Оксфордского университета, грузинская историческая литература развивалась не так как армянская. В отличие от последней в ранних грузинских историях не существует морального идеала, сравнимой с работой Егише, или сложных сочинений масштаба Мовсеса Хоренаци. У грузин самым популярным историческом жанром было житие. Первые грузинские историки — Леонтий Мровели, Сумбат Давитисдзе, Джуаншер Джуаншериани. Грузинские историки, являясь, по большей части приближенными людьми царей, преимущественно ставили своей задачей описание их царствования.
Средневековый романтический эпос «Этериани» сохранился в 70 разрозненных фрагментах устной прозы, поэзии и, по мнению М. Я. Чиковани, создан в X—XI веках. Многочисленные варианты эпоса зафиксированы в различных районах Грузии.
От XI века дошла также «Жизнь Вахтанга Горгасала», труд Джуаншера. Автор излагает историю Грузии V века, итоги правления Вахтанга I Горгасала, учреждение католикосата, даёт сведения о печенегах.
Неизвестный автор «Хроники Грузии» (написана в XI веке) охватывает период времени от V до VI века. В ней прослеживается история укрепления царской власти в Грузии путём постепенного объединения отдельных грузинских княжеств. Неизвестному автору принадлежит также труд, охватывающий события XIII—XIV веков.
В Грузии XIII века составлен и летописный сборник, так называемая «Жизнь Грузии» (Картлис Цховреба). Сборник этот, постепенно пополняющийся, дошёл до нас во многих списках. Наиболее древними являются — сборник XIII века и дошедший до нас вариант сборника XIV века.
В XII—XIII веках созданы замечательные памятники грузинской литературы. Следует отметить «Покаянный канон» Давида Агмашенебели (Строителя). Это песнопение — блестящий образец высокой поэзии, выделяющийся по глубине содержания и по своей художественной форме. В нём Давид кается в своих личных грехах, но его переживание и покаяние принимают общечеловеческое звучание.
До нас дошло также несколько ямбических стихов Деметре I-го (в монашестве-Дамиане), из которых популярным стал посвящённый Богородице ямб «Шен хар венахи» («Ты, лоза виноградная»).
Замечательным памятником светской литературы является роман «Амирандареджаниани», написанный Мосе Хонели. В нём рассказывается о героических похождениях Амирана и его друзей (сюжет произведения построен в таком плане, что повествование ведётся от имени соратника Амирана — глубокого старца Саварсамисдзе, рассказывающего о себе и Амиране индийскому царю Абесалому). В этом прозаическом богатырском эпосе переплетаются мифологические и сказочные мотивы, но в то же время в нём отражаются нравственные идеалы грузинского общества, его устои и традиции. «Амирандареджаниани» пользовался популярностью, о чём свидетельствует тот факт, что в Сванети стена одного из храмов расписана (позднее, в XIV—XV веках) сценами из этого произведения.
Значительными литературными памятниками являются «Тамариани» автора Чахрухадзе и «Абдул-Мессия» Иоанэ Шавтели («Абдул Масих» по-арабски значит «раб Христа»).
В «Тамариани» воздаётся хвала личным качествам царицы Тамар, её душевной чистоте, прекрасной внешности, разуму и таланту государственного деятеля. Вместе с Тамар, автор восхваляет Давида Сослана и Георгия-Лашу.
В «Абдул-Мессии» воспеваются деяния Давида Сослана и царицы Тамар.
В XII веке на грузинский язык переведён роман «Висрамиани», в основе которого лежит персидская поэма XI века «Вис о Рамини» о любви Виса и Рамина.
Вершиной грузинской поэзии является поэма Шота Руставели «Витязь в тигровой шкуре». Шота Руставели был родом из месхетского Рустави. Во время царствования царицы Тамар в течение определённого времени занимал должность мечурчлетухуцеса (государственного казначея). Последние годы жизни Шота Руставели провёл в Иерусалимском Крестовом монастыре. При его содействии монастырь был реконструирован, а стены покрыты росписью. Здесь же, на стене монастыря сохранилось его фресковое изображение.

### XVII—XVIII века
В историческом труде Парсадана Горгиджанидзе (XVII век) наибольший интерес представляет описываемый автором как современником период времени от 1636 до 1696 годы. Сехниа Чхеидзе является автором истории Грузии, охватывающей события до 1739 года. Оману Херхеулидзе принадлежит история царствования Ираклия II, доведённая до 1780 года.
Первая попытка составления полной истории Грузии с применением научных методов осуществлена в капитальном труде знаменитого историка и географа царевича Вахушти, сына Вахтанга. Труд окончен в 1745 году «в царственном граде Московии, на Пресне».

## Выдающиеся авторы
Среди выдающихся авторов, писавших на грузинском языке, к важнейшим относятся:
- Саят-Нова (1712—1795)

### В составе Российской империи
- Николоз Бараташвили (1817—1845)
- Илья Чавчавадзе (1837—1907)
- Акакий Церетели (1840—1915)
- Александр Казбеги (1848—1893)
- Важа-Пшавела (1861—1915)

### Советский период
- Лео Киачели (1884—1963)
- Галактион Табидзе (1892—1959)
- Тициан Табидзе (1895—1937)

Писатели - делегаты Первого съезда советских писателей. 1934.Первый ряд: Демна Шенгелая, Сандро Шаншиашвили, Николоз Мицишвили, Паоло Яшвили, Борис Пастернак, Виктор Гольцев, Шалва Сослани. Второй ряд: Иосиф Гришашвили, Диа Чианели, Георгий Леонидзе, Лео Киачели, Мариджан, Пантелеймон Чхиквадзе, Малакия Торошелидзе, Николай Тихонов, Давид Деметрадзе, Шалва Дадиани, Тициан Табидзе. Третий ряд: Чермен Бегизов, Николай Микава, Самсон Чанба, (?), Павел Сакварелидзе, Сандро Эули, Пётр Самсонидзе, Бессарион Жгенти, Александр Дудучава, Александр Кутатели, Геронтий Кикодзе, Ираклий Абашидзе, Герцел Баазов, Жанго Гогоберидзе, Симон Чиковани.

- Константин Гамсахурдиа (1891—1975)

### Период независимости
- Топ 10 современных писателей Грузии[15]